# Homosetia
Homosetia is een geslacht van vlinders van de familie echte motten (Tineidae).

## Soorten
- H. anaphrictis Meyrick, 1919
- H. ancyropis Meyrick, 1919
- H. argentinotella (Chambers, 1876)
- H. argentistrigella (Chambers, 1873)
- H. auricristatella (Chambers, 1873)
- H. bifasciella (Chambers, 1876)
- H. cosmopa Meyrick, 1919
- H. costisignella (Clemens, 1863)
- H. cristatella (Chambers, 1875)
- H. chrysoadspersella Dietz, 1905
- H. fasciella (Chambers, 1873)
- H. iambica Meyrick, 1919
- H. marginimaculella (Chambers, 1875)
- H. miscecristatella (Chambers, 1873)
- H. scandalitis Meyrick, 1919
- H. tephropis Meyrick, 1919
- H. tricingulatella (Clemens, 1863)